# THE 무진토 Fes.
THE 무진토 Fes.(THE 夢人島 Fes.)는 사잔 오루 스타즈의 리터 구와타 게이스케가 부르기 시작한 록 페스티벌이다. 공식명칭은 《THE 夢人島 Fes.2006 WOW!!　紅白! エンタのフレンドパーク Hey Hey ステーション …に泊まろう! 쟈 무진토우 페스. 2006 WOW!! 코우하쿠! 엔타노 프렌도파쿠 Hey Hey 스테숀 니토마로[*])》

## 주요 출연자

### 8월 26일~27일
- 사잔 오루 스타즈
- 포르노그라피티
- 후쿠야마 마사하루
- BEGIN
- Full Of Harmony
- wyolica
- 플로
- ONE OK ROCK

### 8월 26일
- Dragon Ash
- 가야마 유조

### 8월 27일
- 글레이
- Mr.Children